# Dœuil-sur-le-Mignon
Dœuil-sur-le-Mignon è un comune francese di 336 abitanti situato nel dipartimento della Charente Marittima nella regione della Nuova Aquitania.

## Società

### Evoluzione demografica
Abitanti censiti